# Tupistra stoliczana
Tupistra stoliczana là một loài thực vật có hoa trong họ Măng tây. Loài này được Kurz miêu tả khoa học đầu tiên năm 1875.